# Stantler (Familie)
Die Familie Stantler (auch Ständler oder Stäntler) war im 15. bis 17. Jahrhundert eine Klingenschmiedefamilie aus Passau. Die Stantlers fertigten von 1455 bis 1647 Klingen für Schwerter und Degen.
Sie besaßen in Passau ein Haus und im niederbayerischen Haibach eine Hammerwerkstatt.

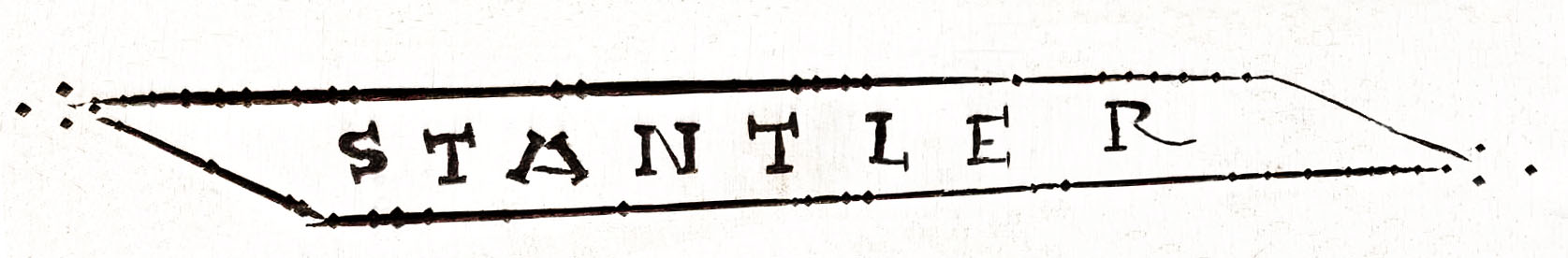
Signatur

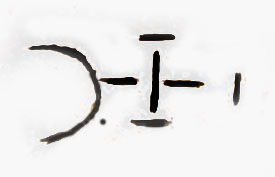
Halbmond mit Kreuz

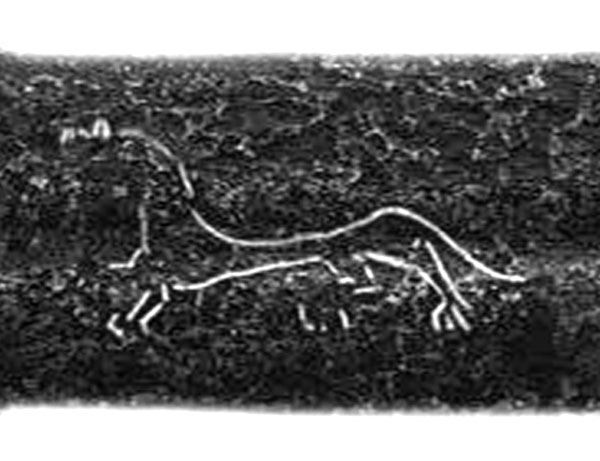
Passauer Wolfsmarke

Unter dem Markenzeichen der Passauer Wolfsklingen wurden ihre Produkte europaweit exportiert.  Das in die Klinge eingeprägte Symbol stellte einen laufenden Wolf dar, ein Bezug zum Wappen der Passauer Bischöfe (Passauer Wolf). Weitere Markenzeichen waren ein Halbmond mit Kreuz und die Signatur: „Stantler“. Die Marke der Klingenschmiede Stantler erschien von 1455 bis 1647 gewöhnlich in Messing eingelegt.

## Liste bekannter Familienmitglieder
- Ulrich, * um 1420, † 1486/87.
- Michel * um 1460/65, † um 1520/25, Sohn Ulrichs. Wurde 1487 Bürger und Meister in Passau.
- Wolfgang (I), 1534 und 1557 urkundlich erwähnt.
- Wolfgang (II), * um 1552, † 4. Oktober 1617.
- Thomas * um 1580, † um 1650. Sohn des Wolfgang (II). Letzter nachweisbarer Klingenschmied aus den Reihen der Familie in Passau.

Klingen aus der Werkstatt der Stantlers sind unter anderem im Historischen Museum in Dresden, im Zeughaus Berlin, im Armeemuseum Paris, in der Eremitage Sankt Petersburg sowie im Museum Altes Zeughaus Solothurn erhalten.
Ein Seitenzweig der Passauer Linie war auch in München ansässig. Die Ständlerstraße in München erinnert an die Schmiedefamilie.